# 모양자
모양자는 말초 신경이 완전히 발달되지 않아 섬세한 도형을 그리기 어려운 어린 아이들이 손 쉽게 원, 사각형, 삼각형 등 다각형의 모양을 그릴 수 있도록 틀을 파서 만든 자이다.

## 모양새
직사각형 플라스틱 판에 크기별 원, 직사각형, 정사각형 틀이 파져 있어 어린이들이 종이에 모양자를 대고 쉽게 도형을 그릴 수 있다. 직사각형의 가로, 세로에는 일반 자처럼 눈금이 새겨져 있어 길이를 재는 용도로 사용할 수 있다.

## 분류
학용품이나 문구류로 분류되기도 하지만 학습 교구로 분류되어 초등학교나 중학교 수학의 도형 수업에 쓰이는 경우도 많다.